# محمد أباد (ريغان)
محمد أباد (بالفارسية: محمدآباد) هي منطقة سكنية تقع في إيران في البلدة المركزية. يقدر عدد سكانها بـ 5,773 نسمة .